# Nikko zilverspar
De Nikko zilverspar (Abies homolepis, in het Japans: ウラジロモミ, urajiro-momi) is een boom uit de dennenfamilie (Pinaceae) en het geslacht zilverspar (Abies). De boom komt van oorsprong voor in de bergen van de Japanse eilanden Honshū en Shikoku (tussen 36° en 38° noorderbreedte). Hij komt voor op hoogtes van 700 tot 2200 meter in gematigd regenwoud (samen met de Japanse lariks en de Japanse beuk) met een hoge luchtvochtigheid en koude winters met sneeuwval. Hij wordt weleens de nationale boom van Japan genoemd en kan een hoogte van 40 meter bereiken.
Deze zilverspar heeft een lange slanke stam die regelmatig vertakt is. In zijn jeugd vormt hij een nagenoeg perfecte kegelvormige kroon. Wanneer de boom tussen de 80 en 100 jaar oud is geraakt deze op een karakteristieke wijze afgeknot. In tegenstelling tot de meeste sparren heeft de Nikko zilverspar gegroefde jonge takken (waar deze bij de meeste sparren erg glad zijn). De harskoppen zijn ovaal en hebben de vorm van een cilinder. De bladeren (naalden), die een beetje scheef staan, meten 3 cm aan de randen en 1 à 2 cm in het midden. Aan de bovenzijde zijn ze glanzend donkergroen en aan de onderzijde hebben ze twee witte banden. De cilindrische kegels versmallen naar boven toe en zijn 30 cm breed en 10 cm lang. De schutbladeren, die eerst een paarse en later een bruine kleur hebben, zijn compact en de dekschubben verborgen en kort. De roodgekleurde zaden hebben vleugels die even lang zijn als de dekschubben.
De boom werd voor de eerste maal ingevoerd in Europa in 1854 en heeft zich goed aangepast aan het bestaan in Centraal- en West-Europa. Hij heeft er een regelmatige groei en kan goed tegen vorst.

## Toepassingen
Het hout van de Nikko zilverspar wordt in Japan algemeen gebruikt als timmerhout. In Europa en Noord-Amerika wordt de boom vaak als sierboom aangeplant. 
... · 
A. alba (Gewone zilverspar) · 
A. balsamea (Balsemzilverspar) · 
A. cephalonica (Griekse zilverspar) · 
A. cilicica (Syrische zilverspar) · 
A. concolor (Coloradozilverspar) · 
A. fraseri (Fraserspar) · 
A. grandis (Reuzenzilverspar) · 
A. holophylla (Mantsjoerijse zilverspar) · 
A. homolepis (Nikko-zilverspar) · 
A. koreana (Koreaanse zilverspar) · 
A. nephrolepis (Oost-Siberische zilverspar) · 
A. nordmanniana (Kaukasische zilverspar) · 
A. pinsapo (Spaanse zilverspar) · 
A. procera (Edelspar) · 
A. sachalinensis (Sachalin-zilverspar) · 
A. sibirica (Siberische zilverspar) · 
A. veitchii (Japanse zilverspar) · 
...